# Andreas Kappes
Andreas Kappes (Bremen, 23 de dezembro de 1965 – Colônia, 30 de julho de 2018) foi um ciclista de estrada alemão que representou a Alemanha Ocidental nos Jogos Olímpicos de 1984, em Los Angeles. Era profissional de 1987 a 2001. Kappes competiu em cinco Tour de France e obteve um total de 41 vitórias.

## Morte
Morreu em 30 de julho de 2018, aos 52 anos de idade, por conta de complicações provocadas pela picada de inseto.